# 北迫秀明
北迫 秀明（きたさこ ひであき）は、日本の衣裳デザイナー、ファッションデザイナー。

## 人物・来歴
フランスの名門ファッション教育機関、ESMOD PARIS INTERNATIONAL /エスモード・パリ・インターナショナル卒
パリコレの現場で働きながら、レディース、メンズ共にファッションデザインを学ぶ 
海外ファッションブランドのデザイナーから、劇団四季/衣裳部、松竹衣裳株式会社/デザイン室等、ファッションデザインから衣裳デザインまで手掛ける。
２０１３年に独立。ＣＤジャケット、ミュージックビデオ、ライブステージ、ミュージカル、演劇などの衣裳デザイン、衣裳監修、および商品デザインまで、被服デザインを多岐に渡り手掛ける。
２０１８年より自身のファッションブランドKARMA et CARINAを立ち上げ、２０２１年に神戸コレクションに参加。

### 演劇、ミュージカルの衣裳デザイン
- ブロードウェイミュージカルメンフィス[3]
- シアターBRAVA!10周年記念シリーズ　つながる音楽劇「麦ふみクーツェ」〜everything is symphony!!〜 [4]
- Parco&Cubepresent　ダブリンの鐘つきカビ人間（2015年版）[5]
- 観月ありさ：『ALISA MIZUKI-VINGT-CINQ ANS Reading Concert Vol.1「25HEART?」～少女は伝説になった～』A.B.C-Z五関晃一衣装[6]
- 音楽喜劇「のど自慢」〜上を向いて歩こう-主演/森昌子、河合郁人(A.B.C-Z)[7]
- 劇団4ドル50セント オリジナル公演『Take Off!!!!』主演/安倍乙

### ミュージックビデオ、CDジャケットの衣裳デザイン
1. BRAND NEW STORY（2014年6月11日）
2. DREAM TRIGGER（2014年11月26日）
3. DREAMIN'（2015年6月10日）
4. 東京パフォーマンスドール ZEPP TOUR 2015春〜DANCE SUMMIT“1×0(ワンバイゼロ)”ver3.0〜【完全生産限定盤/Blu-ray盤】（2015年11月18日）[8]

### ライブステージ衣裳デザイン
主なもの
| 公演名                                                        | 公演日                                  | 会場                                                                    | 備考          |
| ------------------------------------------------------------- | --------------------------------------- | ----------------------------------------------------------------------- | ------------- |
| PLAY×LIVE 『1×0』 エピソード 1                                | 2013年8月15日-8月18日                   | CBGKシブゲキ!!                                                          |               |
| PLAY×LIVE 『1×0』 エピソード 2                                | 2013年8月22日-8月25日                   | CBGKシブゲキ!!                                                          |               |
| PLAY×LIVE 『1×0』 エピソード 3                                | 2013年10月11日-10月14日                 | CBGKシブゲキ!!                                                          |               |
| PLAY×LIVE 『1×0』 エピソード 4                                | 2013年11月21日-11月24日                 | CBGKシブゲキ!!                                                          |               |
| PLAY×LIVE 『1×0』 エピソード 5                                | 2013年12月20日-12月25日                 | CBGKシブゲキ!!                                                          |               |
| PLAY×LIVE 『1×0』 アンコール公演 エピソード 1&2               | 2014年1月31日-2月11日                   | CBGKシブゲキ!!                                                          |               |
| PLAY×LIVE 『1×0』 NEW VERSION エピソード 1                    | 2014年3月24日-3月27日                   | CBGKシブゲキ!!                                                          |               |
| PLAY×LIVE 『1×0』 NEW VERSION エピソード 2                    | 2014年3月29日-4月1日                    | CBGKシブゲキ!!                                                          |               |
| PLAY×LIVE 『1×0』 NEW VERSION エピソード 3                    | 2014年4月3日-4月8日                     | CBGKシブゲキ!!                                                          |               |
| 東京号泣ライブ@シブゲキ!! 〜センパイ！よろしくお願いします!〜 | 2014年5月3日-5月11日                    | CBGKシブゲキ!!                                                          | [ 9 ]         |
| PLAY×LIVE 『1×0』 NEW VERSION エピソード 4                    | 2014年6月19日-6月23日                   | CBGKシブゲキ!!                                                          |               |
| PLAY×LIVE 『1×0』 NEW VERSION エピソード 5                    | 2014年6月24日-6月29日                   | CBGKシブゲキ!!                                                          |               |
| PLAY×LIVE 『1×0』 COMPLETE                                    | 2014年7月4日-7月6日                     | シアターBRAVA!                                                          |               |
| LIVE TOUR 2014夏 〜 DANCE SUMMIT "1×0" ver1.0 〜              | 2014年8月12日 8月14日 8月24日 8月29日   | 名古屋ダイアモンドホール TSUTAYA O-EAST 梅田CLUB QUATTRO TSUTAYA O-EAST | [ 10 ] [ 11 ] |
| ZEPP TOUR 2014秋 〜 DANCE SUMMIT "1×0" ver2.0 〜              | 2014年11月1日 11月5日 11月21日 11月26日 | Zepp Namba Zepp Nagoya Zepp Fukuoka Zepp DiverCity Tokyo                | [ 11 ]        |
| Christmas Night♪〜スペシャルライブ!!!〜                       | 2014年12月23日                          | CBGKシブゲキ!!                                                          |               |
| NEW YEAR DANCE SUMMIT 2015                                    | 2015年1月1日                            | CBGKシブゲキ!!                                                          | [ 12 ]        |
| ちょっと隣でバレンタイン2015                                  | 2015年2月11日                           | Mt.RAINIER HALL SHIBUYA PLEASURE PLEASURE                               | [ 13 ]        |
| ちょっと早目のホワイトデー2015 〜史上最大のPerfect Day〜      | 2015年3月8日                            | CBGKシブゲキ!!                                                          |               |
| 大阪号泣ライブ＠HEP HALL 〜大阪のみなさん、おじゃまします！〜 | 2015年4月5日                            | HEP HALL                                                                | [ 14 ]        |
| ZEPP TOUR 2015春 〜 DANCE SUMMIT "1×0" ver3.0 〜              | 2015年4月24日 4月25日 5月2日 5月6日     | Zepp Namba Zepp Fukuoka Zepp Nagoya Zepp DiverCity Tokyo                | [ 15 ]        |
| ZEPP TOUR 2015春 〜 DANCE SUMMIT “Best of 1×0 FINAL” 〜       | 2015年5月12日                           | Zepp DiverCity Tokyo                                                    | [ 16 ]        |
| ダンスサミット ネイキッド2015夏〜 第1クール                   | 2015年7月16日-19日                      | CBGKシブゲキ!!                                                          |               |
| ダンスサミット ネイキッド2015夏〜 第2クール                   | 2015年7月23日-26日                      | CBGKシブゲキ!!                                                          |               |
| ダンスサミット ネイキッド2015夏〜 第3クール                   | 2015年8月6日-9日                        | CBGKシブゲキ!!                                                          |               |
| 東京パフォーマンスドール ダンスサミット 2016〜R・G・B〜       | 2016年2月19日-20日                      | Zepp DiverCITY TOKYO                                                    |               |

## 書籍
作品が掲載されている書籍
- ART BOX IN JAPAN 現代日本の衣匠〈vol.1〉ARTBOXインターナショナル出版編集部、ISBN 4872986776